# Paul Huet
Paul Huet (París, 3 octubre 1803 - París, 1869) va ser un pintor romàntic francès.

## Biografia
Va estudiar a l'Acadèmia Suïssa (1822) i més tard a l'Escola de Belles Arts de París. Va ser alumne de Pierre Narcisse Guérin. Al taller va conèixer a Delacroix, amb qui va fer amistat. Qui més el va influir al principi de la seva carrera artística va ser el paisatgista britànic Bonington, amb qui va mantenir una llarga amistat. Bonington i Huet van pintar junts amb freqüència, arribant a viatjar junts a Normandia l'any 1827. Però en la seva obra posterior, la influència més marcada és la de John Constable, l'obra del qual va conèixer al Saló de París de l'any 1827.
Es va casar en els anys 1830 amb la seva neboda Céleste Richomme. A partir de 1838, va residir algunes temporades al Migdia francès i a Niça, on el clima era favorable per a la seva esposa. Va emprendre llavors la tasca de reflectir la llum local a l'aquarel·la. El 1842 va viatjar a Itàlia. El 1845 va tornar a Eaux-Bonnes, als Pirineus Atlàntics, amb el seu amic Delacroix.

## Estil
Se'l recorda pels seus paisatges romàntics, obres turmentades de pinzellada àmplia, amb colors contrastats i temes amenaçadors, com tempestes, intensos onatges, mars crespats i fortes pluges. Especialment coneguts són els seus «quadres d'onades». Amb aquests va anticipar elements de la natura que van interessar a l'Escola de Barbizon. Va estudiar el paisatge de Normandia i de Compiègne, on va viure des dels anys 1820, pintant esbossos a plain air, és a dir, a l'aire lliure. Se'l considera un dels fundadors del «paisatge íntim» francès.

## Obres
- Intérieur de forêt.
- Le bois de la Haye.
- Matinée de printemps, (1834).
- Soirée d'automne dans le parc de St Cloud, (1835).
- Brisants à la pointe de Granville (1853).
- Le parc de St Cloud un jour de fêtes, Museu d'Orsay, París.
- Calme du matin, intérieur de forêt, Museu d'Orsay, París.
- Le Gouffre, (1861) Museu d'Orsay, París.
- Inondation à Saint-Cloud.
- Grande marée d'équinoxe aux environs de Honfleur.